# Sōkon Matsumura
Pour les articles homonymes, voir Matsumura.
Sōkon Matsumura (松村 宗棍, Matsumura Sōkon, 1809-1899) était un maître d'arts martiaux, fondateur du shōrin-ryū. Selon certaines sources[Lesquelles ?] il serait né en 1797, ayant vécu 96 ans, la date de sa mort étant certaine. Sur sa plaque mortuaire est inscrit 1809-1899[réf. nécessaire].

## Biographie
Sōkon Matsumura, membre de la noblesse okinawaienne au service du roi, aussi connu comme Bushi (guerrier) Matsumura et Shuri Matsumura, était le maître en arts martiaux le plus reconnu de son temps, et fut qualifié de « Maître par excellence ». Il a beaucoup combattu, et n'a jamais été vaincu. Il a même tué un taureau de combat d'un seul coup de poing.
Il fut le premier à systématiser l'enseignement du karaté. Il pratiquait le style Shuri-te.
Il a rebaptisé son karaté « shōrin-ryū » en référence au « Shaolin Shu » dont il est majoritairement issu.
Ses qualités de combattant étaient si exceptionnelles qu'il devint très rapidement, à l'âge de 19 ans, le responsable et instructeur de la garde du château de Shuri (résidence des rois du royaume de Ryūkyū) et garde du corps personnel du Roi. Il est resté à ce poste sous les 3 derniers règnes des rois de Ryūkyū.
Il commença l'apprentissage du Tode de Shuri (main chinoise de Shuri, ou Shuri-te) à l'âge de 10 ans, sous la férule de Kanga Sakugawa, appelé aussi Tode Sakugawa (« Sakugawa main de Chine »), il fut son dernier disciple. Il devint son successeur.
Il introduisit dans son système les katas Kushanku (en référence à l'un des deux maîtres de Sakugawa, l'autre étant Peichin Takahara) et Hakutsuru (Grue Blanche), que Sakugawa lui avait enseignés, et créa les katas Chinto (en référence au marchand chinois avec lequel il s'était beaucoup entraîné, dont le nom était Chan'An, dit « Chinto »), Passaï et Gojushiho (54 pas), entre autres.
Il fit de Naihanchi le plus important des katas, car c'est par le travail de ce kata, que l'on acquiert stabilité, équilibre, et vitesse de déplacement, qui sont les principes majeurs de son école. Ce kata lui avait été enseigné par un maître chinois nommé Ason lors d'un de ses séjours officiels en Chine.
Un autre maître chinois, Iwa, lui aurait enseigné deux autres katas, qui seraient les prémices des Pinan que l'on connait aujourd'hui.
Ses principaux disciples, en dehors de son propre fils, Nabe Matsumura, furent Hanashiro Chomo, Chotoku Kyan, Azato Yasutsune, Kentsu Yabu et Anko Itosu. Ce dernier assura la perpétuation de son enseignement, en rendant obligatoire la pratique du Karaté (shōrin-ryū, bien sûr), dans toutes les écoles primaires de l'archipel d'Okinawa, et maître Funakoshi fut son disciple pendant quelques années avant de créer le Shotokan.
En dehors du gōjū-ryū, et du uechi-ryū (les deux autres styles traditionnels okinawaiens), tous les styles de karaté modernes, sans aucune exception, sont issus de son enseignement.
Le shōrin-ryū a directement donné naissance au Shōtōkan-ryū et au shitō-ryū. Le Shotokan a donné naissance au Wadō-ryū et plus tard, au Kyokushinkai et au Taekwondo (ce dernier fut créé en 1955 par Choi Hong-hi, général de l'armée sud-coréenne, qui avait fait ses études secondaires au Japon et y avait étudié aussi le Shotokan dont il s'est très fortement inspiré).